# Joyeux Noël
Joyeux Noël (en España: Feliz Navidad, en México y Argentina: Noche de paz) es una película francesa de 2005 dirigida por Christian Carion.

## Sinopsis
La película se basa en acontecimientos reales de la Primera Guerra Mundial, que se conocieron como la Tregua de Navidad.
Siguiendo la estela de Bertrand Tavernier en La vida y nada más (1989), Christian Carion propone un mensaje de paz en unos tiempos caracterizados por la violación de los derechos humanos y la guerra. Para ello recrea un episodio real de la Primera Guerra Mundial en la que unos hombres decidieron olvidar sus diferencias, enterrar juntos a sus muertos, jugar al fútbol, y salvarse mutuamente de los ataques de artillería provenientes de los ejércitos a los que sirven.
La mirada de Carrion se fija en el teniente francés y alemán que -insinúa el realizador- compartieron sin saberlo una misma mujer, un matrimonio de cantantes de ópera una soprano y un tenor - basado en el cantante Walter Kirchhoff e interpretados con las voces de Natalie Dessay y Rolando Villazón - cuyas voces melodiosas crean el clima propicio para declarar una tregua y que prefieren acabar prisioneros del bando enemigo a permanecer separados, y un sacerdote anglicano que acompaña a sus parroquianos al continente.
Esas horas de confidencias revierten en un cambio de postura en los soldados quienes en caso de reanudar las hostilidades acribillarían ya no a masas anónimas de enemigos, sino a rostros amigos.
Su comportamiento es sancionado duramente por los superiores. Los franceses son enviados a vivir el infierno en la Batalla de Verdún y el sacerdote es enviado de vuelta al Reino Unido mientras que el obispo alienta a las tropas para masacrar al enemigo. La panorámica que recoge el momento en el que el sacerdote deposita para siempre su cruz -desertando de su ideal de iglesia- resume el espíritu de un filme donde los grandes ideales patrióticos se diluyen ante el horror de la guerra y la esperanza de que resurja una nueva humanidad.

## Premios
- Candidata al Óscar a la Mejor película en lengua no inglesa.
- Candidata al Globo de Oro a la Mejor Película en lengua no inglesa.
- Candidata al BAFTA a la Mejor Película extranjera.

- Datos: Q72090